# 113e régiment d'infanterie (France)
Pour les articles homonymes, voir 113e régiment.
Le 113e régiment d'infanterie (113e RI) est un régiment d'infanterie de l'Armée de terre française créé sous la Révolution à partir de la 113e demi-brigade de première formation.

## Création et différentes dénominations
- 1793 : Création de la 113e demi-brigade de bataille à partir de l'amalgame des :
  - 1er bataillon du 57e régiment d'infanterie (ci-devant Beauvoisis)
  - 6e bataillon de volontaires des Landes
  - 6e bataillon de volontaires de Lot-et-Garonne
- 1796 : Lors de la réorganisation des corps d'infanterie français en 1796 la 113e demi-brigade n'est pas recréée.
- Issue de la Légion du Danube, la 3e demi-brigade polonaise embarquée pour l'Expédition de Saint-Domingue y devient la 113e demi-brigade d'infanterie de ligne le 3 septembre 1802. Elle y est anéantie[1].
- 21 mars 1808[2] : Création du 113e régiment d'infanterie de ligne à partir du régiment Toscan.
- août 1814 : Lors de la Réorganisation des corps d'infanterie le régiment est licencié et dissous.
- 1870 : Organisation du 13e régiment de marche ; il est composé des 4e bataillons des 28e, 32e et 49e régiment d'infanterie[3].
- 1871 : Le 13e régiment de marche devient le 113e Régiment d'infanterie de ligne[3].
- 1914 : à la mobilisation, unité berceau du 313e régiment d’infanterie, le régiment de réserve qui en est dérivé.

## Chefs de corps
- 1795 - 1796 : chef de brigade Antoine Bechon.

- septembre 1802 - 22 octobre 1802 : chef de brigade Fortuné Bernard.

- 21 mars 1808 - 27 octobre 1808 : major Claude Joseph Pelecier.
- 28 octobre 1808 - 5 mai 1812 : colonel Robert Capponi.
- 5 mai 1812 - 4 janvier 1814 : colonel Alexandre Martini.
- 4 janvier 1814 - 6 août 1814 : colonel Frédéric-Armand Thibault.

- 1er novembre 1870 - 13 février 1873 : lieutenant-colonel puis colonel Émile-Victor-Julien Pottier.
- 3 mars 1873 - 18 octobre 1879 : colonel Claude Cholletton.
- 25 octobre 1879 - 28 mars 1885 : colonel Antoine-Casimir Collasse.
- mars 1885 - 4 mai 1887 : colonel Léon Fain.
- mai 1887 - juin 1887 : lieutenant-colonel François-Guillaume Reiss (par intérim).
- 1er juillet 1887 - 13 février 1890 : colonel comte Arthur-Louis-Marie de Brye.
- 28 juin 1890 - 1er juin 1893 : colonel Ulysse-Louis-Désiré-Marie-Anatole Berruyer.
- 22 mars 1893 - décembre 1895 : colonel Ernest-Gabriel Quinette de Rochemont.
- 30 décembre 1895 - 8 mars 1901 : colonel Philippe-Alfred Heimburger.
- 16 mars 1901 - 1er juin 1904 : colonel Amédée-Léon-Auguste Nicolas.
- 8 juin 1904 - 2 novembre 1909 : colonel Gaston Sellier.
- novembre 1909 - mars 1910 : lieutenant-colonel Armand-Jules-Charles-Gaston Leprince (par intérim).
- 23 mars 1910 - mars 1914 : colonel Amédée-Francisque-Oméga Blandin.
- mars 1914 - 22 août 1914 : colonel Marie-Ferdinand-Joseph-Auguste-Louis Gérardin (fait prisonnier et mort de ses blessures).
- 23 août 1914 - 27 octobre 1914 : colonel Louis-Achille-Camille-Raymond Arbanère.
- 27 octobre 1914 - 1er décembre 1914 : commandant Maxime-Raphaël-Camille Couranjou (à titre provisoire, en remplacement du colonel Arbanère, blessé).
- 1er décembre 1914 - 31 janvier 1915 : colonel Louis-Achille-Camille-Raymond Arbanère.
- 2 février 1915 - 9 mai 1916 : lieutenant-colonel Alphonse-Laurent Joly.
- 9 mai 1916 - 26 septembre 1916 : lieutenant-colonel Paul-Émile-Thomas Démaris.
- 26 septembre 1916 - 1er octobre 1916 : chef de bataillon Potier (par intérim).
- 1er octobre 1916 - 1919 : lieutenant-colonel Théodore-André Roullet.
- 1919 - 1922 : lieutenant-colonel Jean-Marie-Joseph Cruèghe.
- 1939-1940 : lieutenant-colonel Francois-Xavier-Louis Chevroton.

## Historique des garnisons, combats et batailles du113eRI

### Guerres de l'Empire

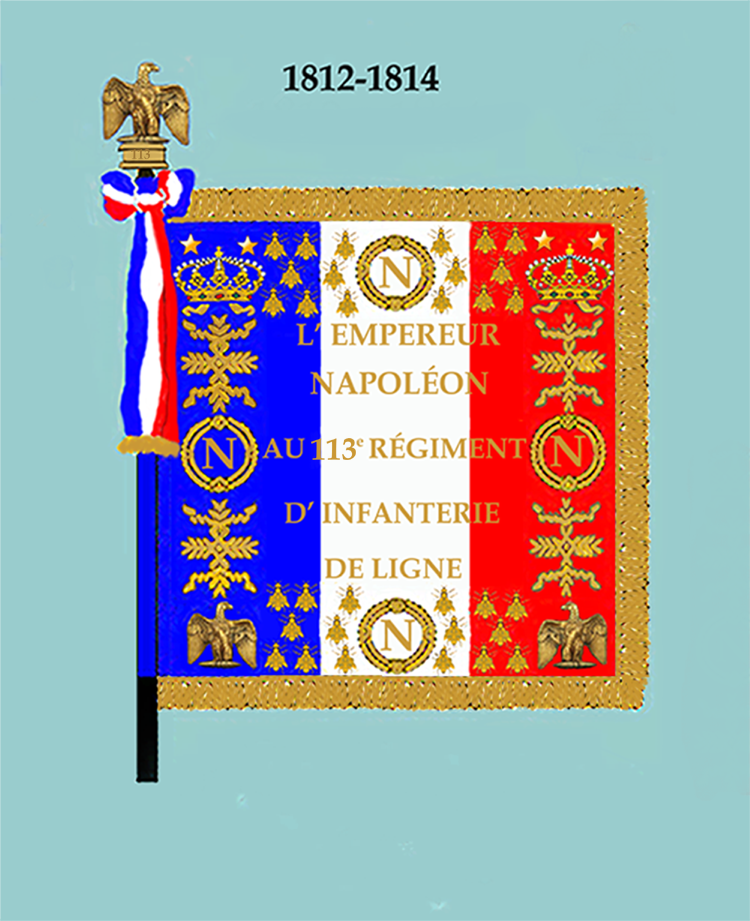
Drapeau modèle de 1812 (avers)
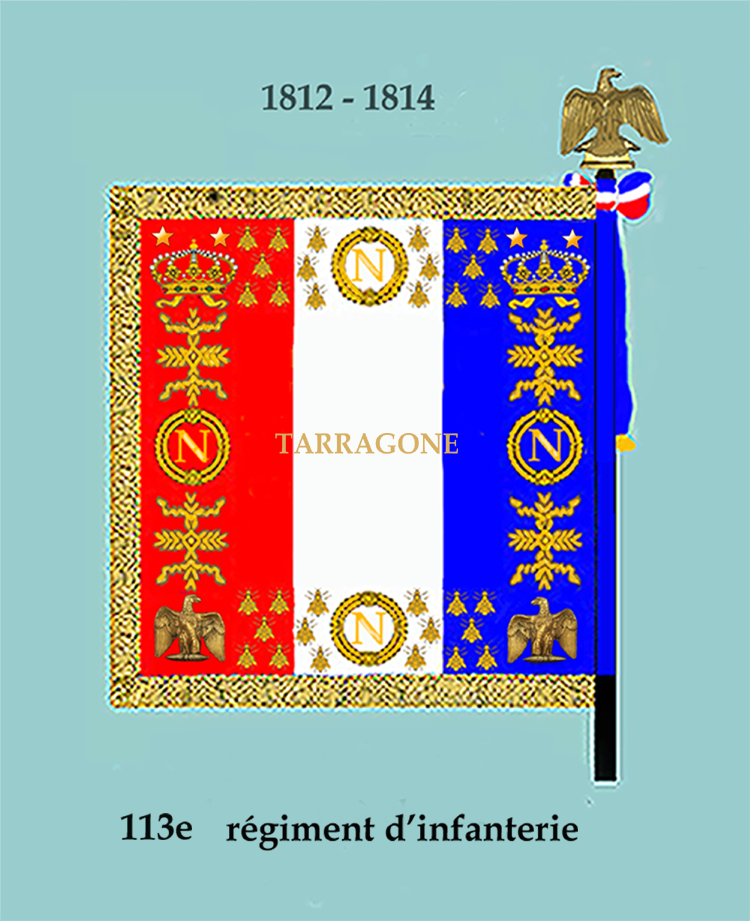
Drapeau modèle de 1812 (revers)

- Campagne de France
  - 14 février 1814 : Bataille de Vauchamps

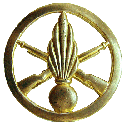
insigne de béret d'infanterie

Le régiment est licencié à la Seconde Restauration. Son numéro reste vacant jusqu'en 1870.

### Second Empire
Le 113e régiment d'infanterie est reformé le 1er novembre 1870, durant la Guerre de 1870, avec le 13e régiment de marche qui avait été lui même constitué, le 16 août 1870, avec les :
- 4e bataillon du 28e régiment d'infanterie de ligne
- 4e bataillon du 32e régiment d'infanterie de ligne
- 4e bataillon du 49e régiment d'infanterie de ligne

provenant de leurs dépôts et dont les soldats sont pour la plupart de nouveaux arrivants qui n'avaient jamais tiré à la cible avec le chassepot et ignoraient totalement le service en campagne, pour constituer la 1re brigade de la 3e division du 13e corps d'armée
Le 1er septembre, le 13e régiment de marche qui était devant Mézières, rétrograde sur Paris après la capitulation de Sedan ou il arrive avant l'investissement de la capitale.

Le 29 septembre il participe au combat du Bas-Meudon, et se distingue en particulier aux batailles de Châtillon et de Champigny.
Il est ensuite déployé dans les tranchées en face du château de Drancy puis à la ferme de Groslay à Drancy où il défend avec succès ses positions.
Le 113e régiment prend également part par la suite aux combats de Bagneux, de Montmesly (30 novembre), du Bourget (21 décembre) et de Buzenval (19 janvier).

### 1871 à 1914
Durant la Commune de Paris en 1871, le régiment participe avec l'armée versaillaise à la semaine sanglante.
Lors de la réorganisation des corps d'infanterie de 1887, le régiment fourni un bataillon pour former le 149e régiment d'infanterie

### Première Guerre mondiale
- Casernement en 1914 : Blois caserne Maurice de Saxe, Romorantin, à la 18e brigade d'infanterie, 9e division d'Infanterie, Ve corps d'armée.

- À la 9e DI d'août 1914 à décembre 1916, puis à la 131e division d'infanterie jusqu'en novembre 1918.

#### 1914
- 22 août : Signeulx, 1 200 hommes hors de combat
- 27 août : renfort de 5 officiers et de 1 000 hommes
- 2 septembre : Cierges
- 7-11 septembre : Bataille de la Marne
- À partir du 16 septembre : Vauquois, Varennes-en-Argonne, La Haute Chevauchée, Ravin des Meurissons, la Fille Morte
- 8 décembre : Première attaque sur Vauquois
- 24 décembre : attaque de Boureuilles

#### 1915
- Argonne : cote 263, ravin des Meurissons, cote 285, Vauquois (Guerre des mines)
- fin mars - début avril : attaques sur la cote 263
- 13-14 juillet : Offensives allemandes en Argonne.
- fin juillet - août : reconstitution du régiment après les pertes du mois de juillet
- août-décembre : La Haute Chevauchée, La Cheppe, Les Courtes-Chausses

#### 1916
- janvier - août : même positions
- 3 août - 1er octobre : Avocourt
- 1-15 octobre : Lisle-en-Rigault (au repos)
- 15 octobre - 15 décembre : Bataille de Verdun. Thiaumont, Douaumont, ravin de la Fausse-Cote
- 24 octobre : reprise du fort de Douaumont
- À partir du 15 décembre : au repos

#### 1917
- janvier - février : Aisne. Secteurs de Berry-au-Bac et Sapigneul
- 6 mars - 15 avril : Pontavert, Gernicourt

- 16 avril - 15 juillet : Bataille du Chemin des Dames. Bois des Boches, bois des Buttes, Juvincourt.
- juillet - décembre : Gernicourt, Corbeny, bois de l'enclume

#### 1918
- janvier - mars : Ambleny
- 22 mars : transport vers le front de l'Oise
- 23 mars : combats de Tergnier - Vouel
- 24- 25 mars : garde des ponts de l'Oise, repousse de l'offensive allemande.
- 26 mars - 8 juin : Vic-sur-Aisne, Lassigny, Roye, Noyon, Montdidier
- 9 juin : Bataille de Noyon.
- 10-15 juin : combats d'Antheuil
- 16 juin - 14 juillet : reconstitution du régiment, transport vers la région de Dormans
- 14 - 18 juillet : Seconde bataille de la Marne. Forêt de Condé.
- août - septembre : Lorraine.
- 29 septembre - 27 octobre : Marne. Challerange, pont de Brecy, Olizy
- 27 octobre - 11 novembre : Reims.
- 19 décembre : remise de la fourragère au drapeau du 113e RI, par le général Debeney

### Entre-deux-guerres

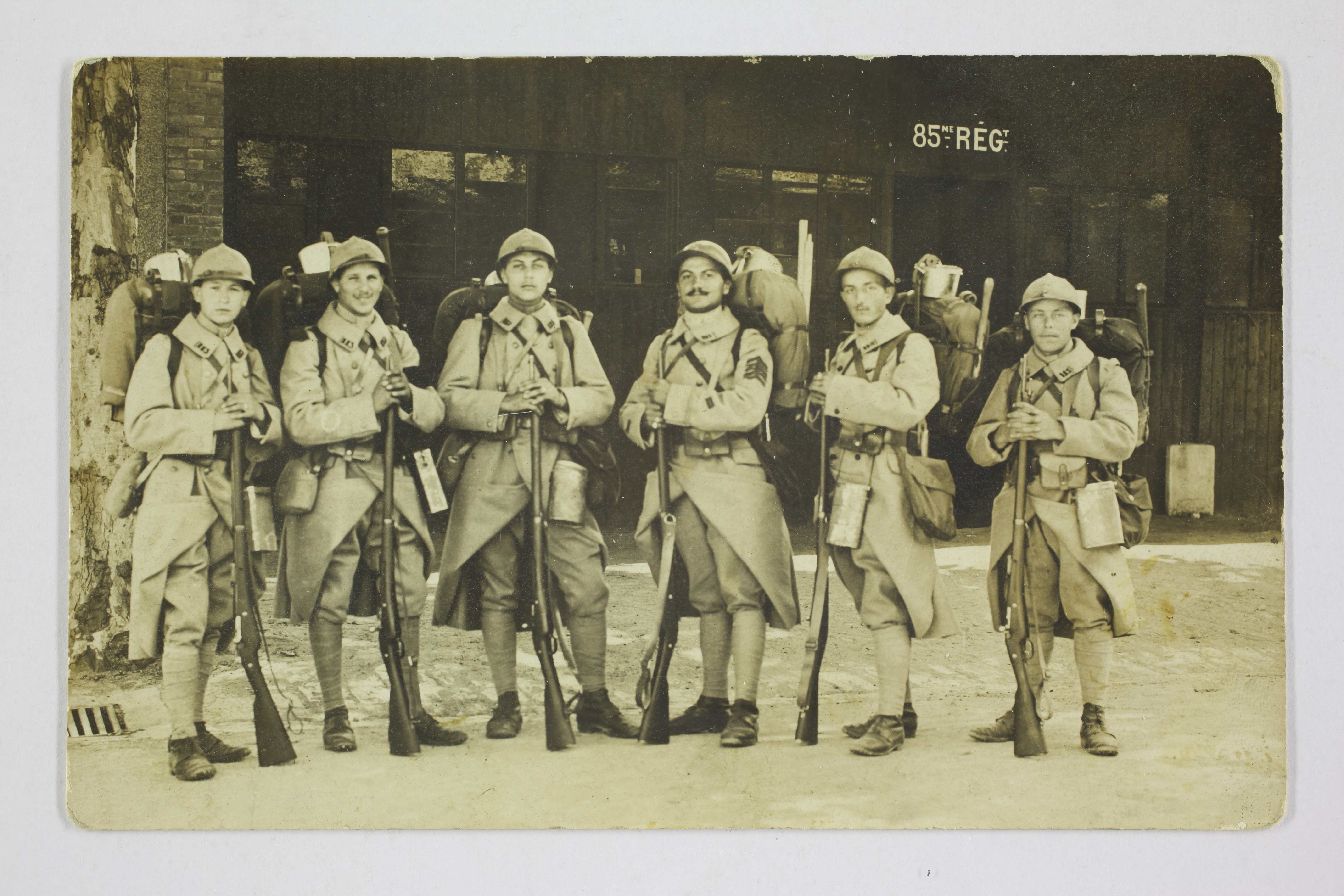
Groupe de soldats du en 1918-1919.

### Seconde Guerre mondiale
- Formé le 9 septembre 1939 sous les ordres du lieutenant-colonel Chevroton, il appartient à la 45e division d'infanterie de la IVe Armée. Fait le 10 octobre 1939 une entrée en territoire allemand (Withersheim, Bebelsheim). Subit une importante attaque dans la Marne (Prouilly) le 9 juin 1940. Dissous à Saint-Yrieix-la-Perche 23 août 1940[5].

### Drapeau et décorations
Il porte, cousues en lettres d'or dans ses plis, les inscriptions suivantes :
- Tarragone 1811
- La Moskova 1812
- Lützen 1813
- Bautzen 1813
- Argonne 1915
- Verdun 1916
- Noyon 1918

Sa cravate est décorée de la croix de guerre 1914-1918  avec deux citations à l'ordre de l'armée.
Citation à l'Ordre de l'Armée, mars 1918 :
"Régiment très solide qui s'est particulièrement distingué dans les luttes ininterrompues de l'Argonne, devant Verdun et dans les combats de l'Aisne. Désigné pour barrer la route de l'ennemi et le rejeter dans une brusque contre-attaque, a, sous les ordres de son chef de lieutenant-colonel Roullet, rempli glorieusement sa mission. S'est lancé à l'attaque avec entrain, dans des circonstances particulièrement difficiles et a abordé tous ses objectifs, au mépris du danger. Après avoir résisté à plusieurs poussées d'un ennemi supérieur en nombre, s'est cramponné au terrain qu'il a défendu avec opiniâtreté, combattant trois journées sans le moindre répit, avec un moral qui n'a jamais été entamé."
Citation à l'ordre de l'armée, novembre 1918 :
"Le 113e, sous le commandement du lieutenant-colonel Roullet, a remporté un brillant succès au cours des dernières opérations sur l'Aisne. Les 15 et 17 octobre 1918, s'est élancé avec entrain à l'assaut des positions ennemies puissamment fortifiées, garnies d'ouvrages bétonnés et de nombreuses mitrailleuses, a progressé de trois kilomètres sur des pentes abruptes et boisées, sous des tirs de barrage d'une violence exceptionnelle, et malgré la résistance d'un adversaire résolu, s'est emparé de haute lutte du village d'Olizy et des crêtes voisines ; a maintenu ses gains malgré de vigoureuses contre-attaques. A fait plus de 400 prisonniers et capturé de nombreuses mitrailleuses et un important matériel"
Il a le droit au port de la fourragère aux couleurs du ruban de cette médaille.

## Personnalités ayant servi au sein du régiment
- Aristide Bruant y fait son service militaire, après la Guerre franco-allemande de 1870. Il y compose la marche du régiment, intitulée "V'la l'cent-treizième qui passe", qui marque les débuts de son succès populaire.
- Jean Callies (1896-1986), sert au 133e RI à la fin de la Première Guerre mondiale. Général d'armée, il donnera son nom à la 173e promotion de Saint-Cyr.
- Henri Drussy, futur maire de Blois (1940-1944) a servi au 113e RI en 1914, au sein duquel il a été blessé dans l'Argonne en septembre 1914. Grand résistant du Loir-et-Cher, il est également un pionnier des mouvements d'anciens combattants.
- Marcel-Marie Dubois, futur archevêque de Besançon y est incorporé en 1915.

## Sources et bibliographie
- À partir du Recueil d'Historiques de l'Infanterie Française (Général Andolenko - Eurimprim 1969).
- 113e RI Historique sommaire de la Campagne 1914-1918, Paris, imprimerie L.Pochy, 1918, 31p.
- chtimiste.com, le 113e R.I